# Stenen Tafel

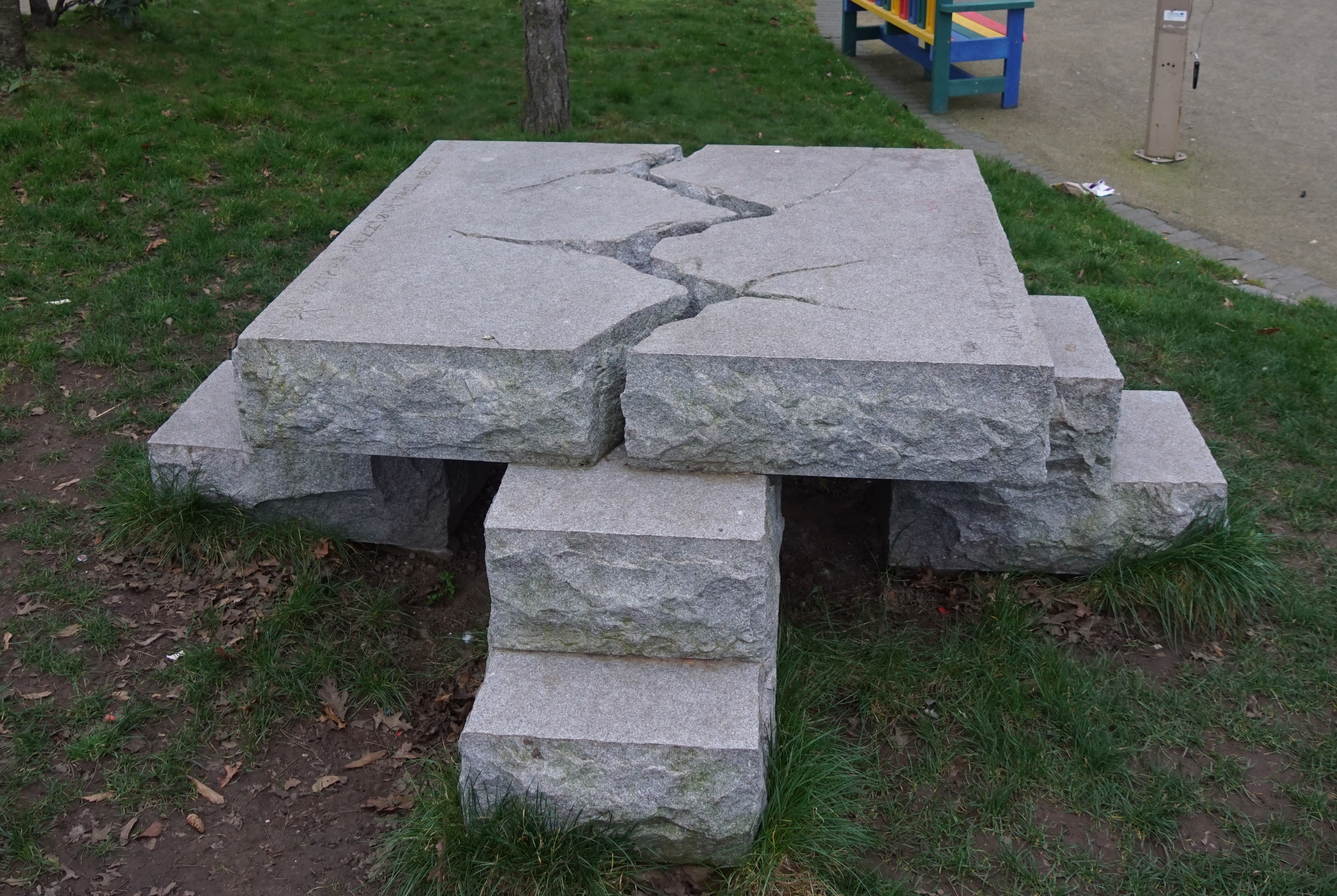
De Stenen Tafel (CS Lewis Square, Belfast)

De Stenen Tafel (Engels: the Stone Table) is een fictieve plaats uit Het betoverde land achter de kleerkast en Prins Caspian van De Kronieken van Narnia door C.S. Lewis.

## Ligging en geografie
De Stenen Tafel ligt in het midden van Narnia, in de buurt van de rivier de Reest. Vanaf de Stenen Tafelen kun je de zee en Cair Paravel zien liggen.
De Stenen tafel ligt midden op een heuvel en bestaat uit vier recht opstaande keien, waarop een groot, somber, plat stuk steen rustte. Op de Stenen Tafel staat, in letters van een onbekende taal, de Verborgen Kracht, die de Keizer over de Zee aan Narnia heeft gegeven.

## Het betoverde land achter de kleerkast
De bevers brengen Peter, Susan en Lucy van de Beverdam naar de Stenen Tafel waar zij Aslan ontmoeten. Aslan zorgt daarna voor de bevrijding van Edmund.
Jadis, de Witte Heks eist het leven van Edmund op, waar zij recht op heeft, volgens de Verborgen Kracht. Aslan biedt aan om in de plaats van Edmund te sterven.
Aslan trekt zijn leger terug naar Beruna en gaat met Susan en Lucy naar de Stenen Tafel, waar hij zijn leven geeft in de plaats van Edmund. Nadat Aslan dood is, vertrekt de Witte Heks, met haar volgelingen, om het leger van Peter te vernietigen.
Als het ochtend wordt  blijkt de tafel te zijn gebroken en Aslan te zijn opgestaan, omdat hij wist van een nog Diepere Kracht dan de Verborgen Kracht, waarvan Jadis, de Witte Heks niets wist.

## Prins Caspian
Later is over de Stenen Tafel een kunstmatige heuvel gebouwd, de Aslanberg. Deze lag aan de rand van de Donkere Bossen, naast een grot. Waar de Stenen Tafel ligt, waren er in de berg grotten genoeg om een heel leger te huisvesten.
De plaats van de Stenen Tafel was in die tijd onbekend. Op de raad van Doctor Cornelius trekt het leger van Prins Caspian zich naar deze plaats terug. Hij beschrijft ze als een plaats van met grote toverkracht. De Stenen Tafel wordt met alle respect behandeld, hij wordt bijvoorbeeld niet gebruikt om er gesprekken rond te houden.